# Аверин, Геннадий Александрович
Генна́дий Алекса́ндрович Аве́рин (1942—2019) — советский игрок в настольный теннис. 8-кратный чемпион СССР. Заслуженный тренер России.

## Биография
Калужанин. Родился 5 сентября 1942 года в семье бывших сельских жителей Александра Дмитриевича и Елены Дмитриевны Авериных. Старшая сестра — выпускница истфака МГУ. Жили в своём доме. По воспоминаниям старших поколений, дед Геннадия служил личным поваром в семье богатого барина.
Геннадий учился в Школе № 9 им. К. Э. Циолковского. Настольным теннисом стал заниматься во Дворце пионеров у тренера Ивана Васильевича Извекова. Уже в 1955 году тренер Валентин Сергеевич Иванов вызвал 13-летнего Аверина в состав сборной СССР.
В 1958 году юношеский чемпионат СССР по настольному теннису проходил в Калуге. Аверин уверенно победил на нём. А уже через год юный калужанин удачно выступил на Спартакиаде народов СССР, выиграв третье место, в полуфинале уступив опытному Альгимантасу Саунорису. После этого Геннадий остаётся жить в Москве, поступив на отделение экономической географии МГУ. Спустя два года к Аверину придут и первые успехи в национальном чемпионате. Геннадий выиграет сразу две золотые медали — в одиночном разряде и в паре с Григорием Гринбергом, который был значительно старше него. В 1962 году он не только повторит свой успех двухлетней давности, но и победит в миксте (вместе с Зоей Рудновой). Всего на счету Аверина 8 побед на чемпионатах СССР.
С 1971 года  Аверин работал старшим тренером сборной страны.
Свои достижения сам Геннадий Аверин объяснял просто: «… я любил, я люблю эту игру, настольный теннис.»